# Tamara Smirnova
Tamara Mihailovna Smirnova (în rusă Тама́ра Миха́йловна Смирно́ва; n. 15 decembrie 1935, Henicesk, RSS Ucraineană, URSS – d. 5 septembrie 2001, Sankt Petersburg, Rusia) a fost o astronomă rusă, sovietică și ucraineană.
Ea a lucrat la Observatorul Astrofizic din Crimeea, apoi, între 1966 și 1988 a fost colaboratoare a Institutului de Astronomie Teoretică din Leningrad. A descoperit peste 100 de asterorizi și este codescoperitoarea cometei
periodice 74P/Smirnova-Chernykh, împreună cu Nikolai Cernîh. Asteroidul 5540 Smirnova, pe care l-a descoperit la 30 august 1971, a fost numit în onorea ei.
| 1774 Kulikov          | 22 octombrie 1968                  |
| 1791 Patsayev         | 4 septembrie 1967                  |
| 1793 Zoya             | 28 februarie 1968                  |
| 1804 Chebotarev       | 6 aprilie 1967                     |
| 1835 Gajdariya        | 30 iulie 1970                      |
| 1854 Skvortsov        | 22 octombrie 1968                  |
| 1857 Parchomenko      | 30 august 1971                     |
| 1900 Katyusha         | 16 decembrie 1971                  |
| 1902 Shaposhnikov     | 18 aprilie 1972                    |
| 1903 Adzhimushkaj     | 9 mai 1972                         |
| 1904 Massevitch       | 9 mai 1972                         |
| 1905 Ambartsumian     | 14 mai 1972                        |
| 1977 Shura            | 30 august 1970                     |
| 2002 Euler            | 29 august 1973                     |
| 2009 Voloshina        | 22 octombrie 1968                  |
| 2011 Veteraniya       | 30 august 1970                     |
| 2032 Ethel            | 30 iulie 1970                      |
| 2046 Leningrad        | 22 octombrie 1968                  |
| 2071 Nadezhda         | 18 august 1971                     |
| 2072 Kosmodemyanskaya | 31 august 1973                     |
| 2093 Genichesk        | 28 aprilie 1971                    |
| 2111 Tselina          | 13 iunie 1969                      |
| 2112 Ulyanov          | 13 iulie 1972                      |
| 2120 Tyumenia         | 9 septembrie 1967                  |
| 2121 Sevastopol       | 27 iunie 1971                      |
| 2122 Pyatiletka       | 14 decembrie 1971                  |
| 2126 Gerasimovich     | 30 august 1970                     |
| 2139 Makharadze       | 30 iunie 1970                      |
| 2140 Kemerovo         | 3 august 1970                      |
| 2141 Simferopol       | 30 august 1970                     |
| 2171 Kiev             | 28 august 1973                     |
| 2172 Plavsk           | 31 august 1973                     |
| 2192 Pyatigoriya      | 18 aprilie 1972                    |
| 2216 Kerch            | 12 iunie 1971                      |
| 2217 Eltigen          | 26 septembrie 1971                 |
| 2250 Stalingrad       | 18 aprilie 1972                    |
| 2280 Kunikov          | 26 septembrie 1971                 |
| 2328 Robeson          | 19 aprilie 1972                    |
| 2342 Lebedev          | 22 octombrie 1968                  |
| 2345 Fučik            | 25 iulie 1974                      |
| 2349 Kurchenko        | 30 iulie 1970                      |
| 2360 Volgo-Don        | 2 noiembrie 1975                   |
| 2371 Dimitrov         | 2 noiembrie 1975                   |
| 2400 Derevskaya       | 17 mai 1972                        |
| 2401 Aehlita          | 2 noiembrie 1975                   |
| 2422 Perovskaya       | 28 aprilie 1968                    |
| 2438 Oleshko          | 2 noiembrie 1975                   |
| 2447 Kronstadt        | 31 august 1973                     |
| 2469 Tadjikistan      | 27 aprilie 1970                    |
| 2519 Annagerman       | 2 noiembrie 1975                   |
| 2574 Ladoga           | 22 octombrie 1968                  |
| 2575 Bulgaria         | 4 august 1970                      |
| 2578 Saint-Exupéry    | 2 noiembrie 1975                   |
| 2583 Fatyanov         | 3 decembrie 1975                   |
| 2604 Marshak          | 13 iunie 1972                      |
| 2616 Lesya            | 28 august 1970                     |
| 2681 Ostrovskij       | 2 noiembrie 1975                   |
| 2754 Efimov           | 13 august 1966                     |
| 3049 Kuzbass          | 28 martie 1968                     |
| 3055 Annapavlova      | 4 octombrie 1978                   |
| 3071 Nesterov         | 28 martie 1973                     |
| 3082 Dzhalil          | 17 mai 1972                        |
| 3093 Bergholz         | 28 iunie 1971                      |
| 3119 Dobronravin      | 30 decembrie 1972                  |
| 3146 Dato             | 17 mai 1972                        |
| 3159 Prokof'ev        | 26 octombrie 1976                  |
| 3322 Lidiya           | 1 decembrie 1975                   |
| 3347 Konstantin       | 2 noiembrie 1975                   |
| 3418 Izvekov          | 31 august 1973                     |
| 3460 Ashkova          | 31 august 1973                     |
| 3482 Lesnaya          | 2 noiembrie 1975                   |
| 3501 Olegiya          | 18 august 1971                     |
| 3652 Soros            | 6 octombrie 1981                   |
| 3813 Fortov           | 30 august 1970                     |
| 3862 Agekian          | 18 mai 1972                        |
| 3962 Valyaev          | 8 februarie 1967                   |
| 4006 Sandler          | 29 decembrie 1972                  |
| 4049 Noragal'         | 31 august 1973                     |
| 4135 Svetlanov        | 14 august 1966 (cu L. I. Chernykh) |
| 4136 Artmane          | 28 martie 1968                     |
| 4139 Ul'yanin         | 2 noiembrie 1975                   |
| 4185 Phystech         | 4 martie 1975                      |
| 4267 Basner           | 18 august 1971                     |
| 4268 Grebenikov       | 5 octombrie 1972                   |
| 4302 Markeev          | 22 aprilie 1968                    |
| 4307 Cherepashchuk    | 26 octombrie 1976                  |
| 4424 Arkhipova        | 16 februarie 1967                  |
| 4427 Burnashev        | 30 august 1971                     |
| 4467 Kaidanovskij     | 2 noiembrie 1975                   |
| 4513 Louvre           | 30 august 1971                     |
| 4514 Vilen            | 19 aprilie 1972                    |
| 4591 Bryantsev        | 1 noiembrie 1975                   |
| 4851 Vodop'yanova     | 26 octombrie 1976                  |
| 4962 Vecherka         | 1 octombrie 1973                   |
| 5015 Litke            | 1 noiembrie 1975                   |
| 5155 Denisyuk         | 18 aprilie 1972                    |
| 5156 Golant           | 18 mai 1972                        |
| 5410 Spivakov         | 16 februarie 1967                  |
| 5453 Zakharchenya     | 3 noiembrie 1975                   |
| 5540 Smirnova         | 30 august 1971                     |
| 5667 Nakhimovskaya    | 16 august 1983                     |
| 5930 Zhiganov         | 2 noiembrie 1975                   |
| 6074 Bechtereva       | 24 august 1968                     |
| 6108 Glebov           | 18 august 1971                     |
| 6214 Mikhailgrinev    | 26 septembrie 1971                 |
| 6578 Zapesotskij      | 13 octombrie 1980                  |
| 6621 Timchuk          | 2 noiembrie 1975                   |
| 6844 Shpak            | 3 noiembrie 1975                   |
| 7153 Vladzakharov     | 2 decembrie 1975                   |
| 7222 Alekperov        | 7 octombrie 1981                   |
| 7269 Alprokhorov      | 2 noiembrie 1975                   |
| 7369 Gavrilin         | 13 ianuarie 1975                   |
| 7544 Tipografiyanauka | 26 octombrie 1976                  |
| 7856 Viktorbykov      | 1 noiembrie 1975                   |
| 8445 Novotroitskoe    | 31 august 1973                     |
| 8448 Belyakina        | 26 octombrie 1976                  |
| 8782 Bakhrakh         | 26 octombrie 1976                  |
| 8787 Ignatenko        | 4 octombrie 1978                   |
| 9158 Platè            | 25 iunie 1984                      |
| 9262 Bordovitsyna     | 6 septembrie 1973                  |
| 9297 Marchuk          | 25 iunie 1984                      |
| 9545 Petrovedomosti   | 25 iunie 1984                      |
| 10004 Igormakarov     | 2 noiembrie 1975                   |
| 10259 Osipovyurij     | 18 aprilie 1972                    |
| 11253 Mesyats         | 26 octombrie 1976                  |
| 11438 Zel'dovich      | 29 august 1973                     |
| 12657 Bonch-Bruevich  | 30 august 1971                     |
| 13474 V'yus           | 29 august 1973                     |
| 14312 Polytech        | 26 octombrie 1976                  |
| 14790 Beletskij       | 30 iulie 1970                      |
| 14815 Rutberg         | 7 octombrie 1981                   |
| 18288 Nozdrachev      | 2 noiembrie 1975                   |
| 24609 Evgenij         | 7 septembrie 1978                  |
| 22250 Konstfrolov     | 7 septembrie 1978                  |
| 58097 Alimov          | 26 octombrie 1976                  |